# Brownlowia stipulata
Brownlowia stipulata là một loài thực vật có hoa trong họ Cẩm quỳ. Loài này được Kosterm. mô tả khoa học đầu tiên năm 1961.